# 尤景仰
尤景仰（1966年9月15日—），生於台灣，流行音樂編曲家、作曲家、音樂製作人，1990年代早期時與左宏元、呂禎晃為音樂上的搭檔，曾任神采製作音樂總監，2004年創立優勢音樂擔任音樂總監。投入幕後音樂製作與編曲二十年間，作品逾1,700首。2014年，中原大學開創“學士後數位音樂應用學士學位學程”時，尤景仰亦擔任師資兼副教授。
1996年替黃乙玲製作的"快樂過新年"歌曲抄襲日本動畫亂馬1/2中的 "貓飯店菜單歌"。

## 作品列表
以下按首次發表次序排列，年份為作品發表年份。（括號內為該年總數）
1990年（7首）
| - 孟庭葦 - 日以繼夜的想你（編曲） - 孟庭葦 - 飛夢（編曲） - 孟庭葦 - 最深的感動（編曲） - 孟庭葦 - 電影結束之後（編曲） | - 孟庭葦 - 請在我落淚之前離開我（編曲） - 李翊君 - 沒有明天沒有你（編曲） - 李翊君 - 用什麼感覺來寫你（編曲） |

1991年（28首）
| - 孟庭葦、李翊君 - 紅雨（編曲） - 孟庭葦 - 一個人的傷心（編曲） - 孟庭葦 - 紫浣花（編曲） - 孟庭葦 - 不再（詞曲、編曲） - 藍心湄 - 特製的面具（編曲） - 藍心湄 - 再聽我一次（編曲） - 藍心湄 - 午夜激情（編曲） - 藍心湄 - 現在開始（編曲） - 楊克強 - 寫給你的歌（編曲） - 楊克強 - 最難忘的錯（編曲） - 楊克強 - 也許不該（編曲） - 楊克強 - 將過去和你慢慢拭去（編曲） - 楊克強 - 錯過的一場夢（編曲） - 楊克強 - 午後的風（編曲） - 楊克強 - Telephone（編曲） | - 楊克強 - 如何開口向昨天說再見（編曲） - 楊克強 - 消失在夜裡（編曲） - 楊克強 - 無助的心（編曲） - 李翊君 - 不會再有的錯（編曲） - 李翊君 - 只有自己傷心最適合（編曲） - 李翊君 - 擁有的心情（編曲） - 李翊君 - 一生的愛（編曲） - 李翊君 - 追逐的夢（編曲） - 李翊君 - 你什麼時候能愛我像自己一樣（編曲） - 李翊君 - 冷冷的心（編曲） - 李翊君 - 怎樣的愛才算擁有（編曲） - 李翊君 - 我的心事其實是你（編曲） - 邱心儀 - 愛情問號（編曲） - 邱心儀 - 沒有陽光的早上（編曲） |

1992年（57首）
| - 高勝美 - 青春河邊草（編曲） - 高勝美 - 共此花月春風（編曲） - 高勝美 - 如果你是我的傳說（編曲） - 高勝美 - 千年等一回（編曲） - 高勝美 - 心湖雨又風（編曲） - 高勝美 - 想著你的感覺（編曲） - 高勝美 - 不告而別（編曲） - 高勝美 - 笑擁江山夢（編曲） - 左宏元、張慧清 - 渡情（編曲） - FORMOSA 组合 - 前世今生（編曲） - FORMOSA 组合 - 情與法（編曲） - FORMOSA 组合 - 天也不懂情（編曲） - FORMOSA 组合 - 悲情面具（編曲） - 裘海正 - 糾纏（編曲） - 裘海正 - 一路狂舞（編曲） - 莊蕙如 - 雨伞是媒红（編曲） - 莊蕙如、左宏元 - 情仇爱恨（編曲） - 張 真 - 神仙歌（編曲） - 張 真 - 男兒當自強（編曲） - 大小百合 - 想飛的水（編曲） - 大小百合 - 滿天星（編曲） - 左安安 - 你不該想著別人又想著我（編曲） - 左安安 - 失蹤計劃（編曲） - 左安安 - Crying In The Rain（編曲） - 左安安 - 你愛我多還是VISA卡多（編曲） - 左安安 - 玻璃娃娃（編曲） - 左安安 - 你戀愛的樣子很中國（編曲） - 李愛綺 - 情愁也美麗（編曲） - 李愛綺 - 坦白（編曲） | - 李愛綺 - 證明（編曲） - 楊 烈 - 忘了問忘了等忘了疼（編曲） - 楊 烈 - 逃離他的擁抱（編曲） - 李翊君 - 想你的心情沒有盡頭（作曲、編曲） - 李翊君 - 你走後的天空很藍（編曲） - 李翊君 - 鐘擺（編曲） - 李翊君 - 你走後的天空很藍（編曲） - 李翊君 - 最好擺脫不掉（編曲） - 李翊君 - 哭泣的回憶（編曲） - 李翊君 - 天堂鳥（編曲） - 李翊君 - 拼圖遊戲（編曲） - 李翊君 - 愛從我的心飛向你（編曲） - 潘麗麗 - 感情的風寒（編曲） - 潘麗麗 - 花店的人客（編曲） - 潘麗麗 - 小港空中巴士（編曲） - 黃 安 - 新鴛鴦蝴蝶夢（MIDI） - 黃 安 - 野火在輕輕的燒（編曲） - 黃 安 - 愛別離（編曲） - 黃 安 - 陪你到天涯（編曲） - 黃 安 - 你好壞（編曲） - 黃 安 - 關於那些難以開口的事（編曲） - 黃 安 - 床的前面月亮的光（編曲） - 金 銘 - 我是一顆小小草（編曲） - 金 銘 - 小小草（編曲） - 金 銘 - 風中的小草（編曲） - 廖 峻 - 心事無底（編曲） - 謝祖武 - 紛紛飛雪紛紛淚（編曲） - 陳明真 - 等一個感覺很對的人（編曲） |

1999年（29首）
| - 陳亮吟 - 傷心的藉口（製作） - 陳亮吟 - 愛情疼疼疼（製作） - 陳亮吟 - 拖磨（製作、作曲） - 龍千玉 - 愛就愛到老（編曲） - 龍千玉 - 母子情（編曲） - 龍千玉 - 唯一的愛（編曲） - 龍千玉 - 難忘的舊情（編曲） - 龍千玉 - 啥人對愛情無貪心（編曲） - 龍千玉 - 美麗的故鄉（編曲） - 吳漢書 - 隨意啦（編曲） - 孫淑媚 - 手下留情（編曲） - 孫淑媚 - 阮想欲飛（編曲） - 孫淑媚 - 憨憨為你等（編曲） - 孫淑媚 - 感情的玩物（編曲） - 孫淑媚 - 愛你是我的快樂（編曲） | - 孫淑媚 - 思念你的歌（編曲） - 南台灣小姑娘 - 有閒寫信．沒閒打電話（編曲） - 南台灣小姑娘 - 感情無塊寄（編曲） - 南台灣小姑娘 - 青春亂夢（編曲） - 南台灣小姑娘 - 愛作夢的查某囡仔（編曲） - 陳 雷 - 丟丟彈（編曲） - 陳 雷 - 放呼醉（編曲） - 陳 雷 - 啥款（編曲） - 黃乙玲 - 傷心第四台（編曲） - 黃乙玲 - 我愛袂起（編曲） - 高向鵬、傅振輝 - 大廟口（編曲） - 高向鵬、傅振輝 - 一粒月亮二粒星（編曲） - 高向鵬、傅振輝 - 安童哥買菜（編曲） - 高向鵬、傅振輝 - 大小仙（編曲） |

2000年（7首）
| - 金門王、李炳輝 - 阿莎力（製作、編曲） - 金門王、李炳輝 - 故鄉的土味（製作、編曲） - 孫淑媚 - 愛著放袂離（編曲） - 孫淑媚 - 離開你才知離袂開（編曲） | - 江 蕙 - 紅花抹香（編曲） - 黃 妃 - 癡情花（編曲） - 黃 妃 - 蝴蝶亂飛（編曲） |

2001年（9首）
| - 趙 薇／古巨基 - 好想好想（製作、作曲、編曲） - 趙 薇／古巨基 - 煙雨濛濛（製作、作曲、編曲） - 趙 薇 - 船（製作、作曲、編曲） - 趙 薇 - 偶然（製作、作曲、編曲） - 張秀卿 - 哎呀呀（製作、作曲、編曲） | - 張秀卿 - 有情人攏甲意（製作、作曲、編曲） - 張秀卿 - 純情的傷悲（製作、編曲） - 張秀卿 - 無緣愛你一生（製作、作曲、編曲） - 張秀卿 - 我乎你靠（製作、作曲、編曲） |

2002年（7首）
| - 李小璐 - 小鹿亂撞（製作、作曲、編曲） - 趙 擎 - 作情人（製作、作曲、編曲） - OEC - 插翅難飛（製作、作曲、編曲） - OEC - 愛得刻骨分得心服（製作、作曲、編曲） | - 孫淑媚 - 寂寞的氣味（編曲） - 孫淑媚 - 愛情電話聲（編曲） - 曾心梅 - 卡拉作陣K（製作、作曲、編曲） |

2003年（32首）
| - 袁小迪、龍千玉 - 情深深（編曲） - 王瑞霞 - 永遠的思念（製作、編曲） - 王瑞霞 - 有愛若無愛（製作、編曲） - 王瑞霞 - 落葉命（製作、編曲） - 王瑞霞 - 心酸的約定（製作、編曲） - 蔡小虎、龍千玉 - 一段情一場夢（編曲） - 蔡小虎 - 愛情新天地（編曲） - 蔡小虎 - 挽面（編曲） - 蔡小虎 - 癡情男兒（編曲） - 蔡小虎 - 撕破溫柔（編曲） - 蔡小虎 - 愛河戀歌（編曲） - 蔡小虎 - 靠你活落去（編曲） - 蔡小虎 - 無名戀歌（編曲） - 蔡小虎、龍千玉 - 世間路（編曲） - 蔡小虎、龍千玉 - 相逢的酒（編曲） - 蔡小虎 - 無緣的新娘（編曲） | - 蔡小虎 - 心內傷（編曲） - 蔡小虎 - 風中緣風中情（編曲） - 蔡小虎、龍千玉 - 真心只愛你（編曲） - 龍千玉 - 問花（編曲） - 龍千玉 - 我的心我的夢（編曲） - 龍千玉 - 一聲無奈（編曲） - 龍千玉 - 幸福無地找（編曲） - 龍千玉 - 愛人（編曲） - 龍千玉 - 地下情（編曲） - 龍千玉 - 將心送別人（編曲） - 龍千玉、高向鵬 - 查某人的心（編曲） - 龍千玉、傅振輝 - 等待你一生（編曲） - 龍千玉、袁小迪 - 只有你了解我（編曲） - 龍千玉、高向鵬 - 愛人是兄弟（編曲） - 詹雅雯、詹雅云 - 愛情交流道（製作、作曲、編曲） - 詹雅雯 - 想厝的人（抒情版）（編曲） |

2004年（15首）
| - 林美璊 - 一生定義要讚美（編曲） - 林美璊 - 應許（編曲） - 袁小迪 - 愛愈深傷愈重（編曲） - 袁小迪 - 一個人（編曲） - 袁小迪 - 思相枝（編曲） - 袁小迪 - 相依為命（編曲） - 袁小迪 - 心碎酒醉（編曲） | - 方瑞娥、高向鵬 - 唱歌吔飲酒（編曲） - 方瑞娥、高向鵬 - 無奈（編曲） - 方瑞娥 - 無人會凍代替你（編曲） - 高向鵬 - 愛無分寸（編曲） - 蔡小虎 - 六月風（編曲） - 蔡小虎 - 曾經擁有（編曲） - 蔡小虎 - 就是對妳還有愛（編曲） - 蔡小虎 - 情恨（編曲） |

2005年（39首）
| - 蔡小虎 - 難分難離（編曲） - 蔡小虎 - 無奈擱無奈（編曲） - 蔡小虎 - 日出日落（編曲） - 黃乙玲 - 甲你作伴（製作） - 黃乙玲 - 請你麥擱卡（製作） - 黃乙玲 - 跟你趴趴走（製作） - 黃乙玲 - 傷心簽名（製作） - 黃乙玲 - 失戀的解藥（製作） - 黃乙玲 - 寂寞的看板（製作、編曲） - 黃乙玲、施文彬 - 酒場情歌（製作） - 黃乙玲 - 最後的捷運站（製作） - 黃乙玲 - 快樂Holiday（製作、作曲、編曲） - 黃乙玲 - 桃花（製作、編曲） - 黃乙玲 - 你就要幸福（製作、編曲） - 黃乙玲 - 好花含蕊（製作、編曲） - 袁小迪、向蕙玲 - 純情紅玫瑰（編曲） - 袁小迪、向蕙玲 - 今夜又擱塊落雨（編曲） - 袁小迪、向蕙玲 - 愛人醉落去（編曲） - 袁小迪、向蕙玲 - 你是我所有的性命（編曲） | - 傅振輝 - 沒人比我卡愛妳（編曲） - 黃 妃 - 伊在等我（編曲） - 黃 妃 - 小熊維尼（編曲） - 詹雅雯 - 今年一定會好過（MIDI） - 詹雅雯 - 再會中港路（編曲） - 詹雅雯、詹雅雲 - 自由的歌（編曲） - 詹雅雯 - 請借問心愛的人（編曲） - 詹雅雯 - 情路有你感謝天（MIDI） - 方瑞娥、高向鵬 - 送作堆（編曲） - 方瑞娥、高向鵬 - 心碎的聲（編曲） - 方瑞娥、高向鵬 - 日月情（編曲） - 方瑞娥、高向鵬 - 天安排（編曲） - 方瑞娥、高向鵬 - 不管天地變捨款（編曲） - 王識賢 - 愛你到最後（編曲） - 羅時豐 - 蓬線衫（編曲） - 龍千玉 - 風中的玫瑰（編曲） - 龍千玉 - 海中船（編曲） - 龍千玉 - 舞伴不是你（編曲） - 龍千玉 - 多情人（編曲） - 龍千玉 - 真情（編曲） |

2006年（33首）
| - 陳明章 - 十數文（編曲） - 陳明章 - 阿爸的心肝寶貝（編曲） - 龍千玉、翁立友 - 愛了無後悔（編曲） - 龍千玉、陳百潭 - 海中沙（編曲） - 龍千玉、高向鵬 - 唱出永遠的生命（編曲） - 龍千玉、俞隆華 - 落日的夕陽（編曲） - 蔡小虎 - 心落雪（編曲） - 蔡小虎 - 心愛的人（編曲） - 蔡小虎 - 放你自由飛（編曲） - 蔡小虎 - 離情千萬步（編曲） - 蔡小虎、張秀卿 - 夢醒在三更（編曲） - 蔡小虎、林 姍 - 情難分愛難離（編曲） - 洪 玲 - 寄望（編曲） - 張羽偉 - 出狀元（編曲） - 張羽偉 - 芋仔甲蕃薯（編曲） - 孫淑媚 - 一步一錯（編曲） - 孫淑媚、秀蘭瑪雅 - 多情的戀夢（編曲） | - 林 姍 - 碗筷（編曲） - 胡 歌 - 遇到一個好人（編曲） - 李明洋 - 情字恨少年（編曲） - 李明洋、方怡萍 - 蠟燭火（編曲） - 李明洋 - 框金的愛情（編曲） - 王識賢 - 誰人愛你親像我（編曲） - 王識賢 - 一生只愛你（編曲） - 方怡萍 - 酒甲淚（編曲） - 方怡萍 - 離別（編曲） - 方怡萍、李明洋 - 希望再相逢（編曲） - 秀蘭瑪雅 - 思念伊（編曲） - 秀蘭瑪雅、施文彬 - 夢中情網（編曲） - 秀蘭瑪雅 - 天光光（編曲） - 秀蘭瑪雅 - 雲相思（編曲） - 詹雅雯 - 愛情路二段（編曲） - 詹雅雯 - 漸漸天會光（編曲） |

2007年（44首）
| - 龍千玉 - 錯愛（編曲） - 龍千玉、蔡小虎 - 雲罩月（編曲） - 龍千玉 - 一生的愛（編曲） - 龍千玉 - 酒滲水（編曲） - 龍千玉 - 束縛（編曲） - 林俊吉 - 人生第一步（編曲） - 林俊吉、戴梅君 - 夢中影（編曲） - 林俊吉 - 你若會這花（編曲） - 陳 雷 - 失落的夢（編曲） - 陳 雷 - 離別夜港邊（編曲） - 陳 雷 - 憂愁淚海（編曲） - 陳 雷 - 思慕（編曲） - 翁立友 - 思念的咖啡（編曲） - 翁立友 - 人心（編曲） - 翁立友 - 暗相思（編曲） - 翁立友、大 芭 - 愛你愛你（編曲） - 翁立友 - 懷念故鄉（編曲） - 翁立友 - 勇氣（編曲） - 戴梅君 - 新娘衫（編曲） - 戴梅君 - 不通哭（編曲） - 戴梅君、伍浩哲 - 冷月照孤單（編曲） - 楊克強 - 我是真的愛你（編曲） | - 秀蘭瑪雅 - 阮的傷心你看不到（編曲） - 秀蘭瑪雅 - 樹頂的月娘（編曲） - 秀蘭瑪雅 - 不通傷心（編曲） - 瀋陽世界遺產博覽會之歌 - 和諧世界（編曲） - 蔡小虎 - 紅顏落崁（編曲） - 蔡小虎 - 愛無剩（編曲） - 蔡小虎 - 癡情無後悔（編曲） - 蔡小虎 - 愛的滋味（編曲） - 蔡小虎 - 秋夜愁（編曲） - 蔡小虎 - 等春風（編曲） - 蔡秋鳳 - 女人啊女人（編曲） - 蔡秋鳳 - 爽快永遠攏是伊（編曲） - 蔡秋鳳、林慶宗 - 夢醒攏是空（編曲） - 孫淑媚 - 三人世界（編曲） - 孫淑媚 - 無情風無情雨（編曲） - 孫淑媚 - 無聲的情歌（編曲） - 張秀卿 - 女人啊（編曲） - 張秀卿 - 你答嘛幫幫忙（編曲） - 張秀卿 - 洗盡鉛華（編曲） - 張秀卿 - 淡水情歌（編曲） - 黃思婷 - 走馬燈的愛情（編曲） - 王識賢 - 堅強（編曲） - 王識賢、秀蘭瑪雅 - 等待相逢時（編曲） |

2008年（39首）
| - 龍千玉、蔡小虎 - 袂凍無你（編曲） - 龍千玉 - 女人心（編曲） - 龍千玉 - 心痛的愛（編曲） - 龍千玉 - 出路（編曲） - 龍千玉 - 夜花（編曲） - 蔡義德 - 生命的情歌（編曲） - 蔡義德 - 我要唱歌（編曲） - 蔡義德 - 已經過去（編曲） - 郭建一、蕭玉芬 - 失落的夢（編曲） - 郭建一、蕭玉芬 - 一生只愛你（編曲） - 洪百慧、王江發 - 阮的伊（編曲） - 洪百慧 - 甘拜下風（編曲） - 高向鵬、張蓉蓉 - 問世間（編曲） - 高向鵬、張蓉蓉 - 情綿綿（編曲） - 高向鵬 - 作夢嘛會笑（編曲） - 黃乙玲 - 酒歌（編曲） - 羅時豐 - 愛你在心底（編曲） - 羅時豐 - 溫暖（編曲） - 羅時豐 - 最後的溫柔（編曲） | - 林俊吉、戴梅君 - 蝴蝶雙飛（編曲） - 林俊吉 - 青春的肉體（編曲） - 大 芭 - 心事層層（編曲） - 蔡小虎 - 天黑黑（編曲） - 蔡小虎 - 今生最愛（編曲） - 蔡小虎 - 想袂靠岸（編曲） - 蔡秋鳳、蔡小虎 - 遺憾（編曲） - 張瀛仁 - 愛情免簽字（編曲） - 張瀛仁 - 堅持到最後（編曲） - 張瀛仁 - 分手的話（編曲） - 張瀛仁 - 美麗的陷阱（編曲） - 陳隨意 - 天外天（編曲） - 陳隨意 - 我對不起你（編曲） - 江志豐 - 今生為你（編曲） - 翁立友 - 後一站（編曲） - 翁立友 - 冬天的日頭（編曲） - 翁立友 - 美麗戀夢（編曲） - 翁立友 - Only you（編曲） - 施文彬 - 傷心往事（編曲） - 蕭煌奇 - 幸福快樂到永遠（編曲） |

2009年（63首）
| - 李明洋 - 癡情換無情（編曲） - 李明洋 - 是緣份（編曲） - 李明洋 - 誤解（編曲） - 龍千玉 - 珍惜（編曲） - 龍千玉 - 愛情（編曲） - 龍千玉 - 胭脂水粉（編曲） - 洪百慧 - 弱者不是阮的名（編曲） - 王識賢、孫淑媚 - 癡情難離（編曲） - 王識賢 - 腳印（編曲） - 王識賢 - 查某人是黑咖啡（編曲） - 張秀卿、蔡小虎 - 癡情膽（編曲） - 張秀卿、江志豐 - 愛一個人（編曲） - 張秀卿、吳俊宏 - 變色緣（編曲） - 羅時豐 - 望天（編曲） - 羅時豐、大 芭 - 風流（編曲） - 羅時豐 - 相思批（編曲） - 羅時豐 - 失戀雨（編曲） - 楊 靜 - 惜花（編曲） - 楊 靜、莊振凱 - 緣盡情未了（編曲） - 楊 靜、林俊吉 - 等待（編曲） - 莊振凱、戴梅君 - 用心愛的人（編曲） - 莊振凱 - 水火心（編曲） - 莊振凱、楊 靜 - 永遠的痛（編曲） - 蔡小虎 - 遙遠的美麗（編曲） - 蔡小虎 - 墜落情話（編曲） - 蔡小虎、龍千玉 - 愛你一人（編曲） - 蔡小虎、黃思婷 - 愛是久久長長（編曲） - 蔡小虎 - 夢三更（編曲） - 林良歡、許志豪 - 等你入夢（編曲） - 孫淑媚 - 傷心傷一半（編曲） - 孫淑媚、王識賢 - 故鄉的愛人（編曲） - 孫淑媚 - 感情攏無退路（編曲） | - 陳慶仁 - 勇敢是你的名（編曲） - 方瑞娥 - 愛情像被單（編曲） - 方瑞娥 - 麥講話（編曲） - 陳隨意 - 愛妳一世人（編曲） - 陳隨意、陳淑萍 - 暫時的愛（編曲） - 陳隨意 - 無人管（編曲） - 張政雄、薛佩潔 - 吃緊弄破碗（編曲） - 張政雄、薛佩潔 - 伴（編曲） - 戴梅君、莊振凱 - 日孤單夜牽掛（編曲） - 戴梅君、林俊吉 - 愛情醫生館（編曲） - 戴梅君 - 為你演唱（編曲） - 江志豐 - 愛情沙（編曲） - 江志豐 - 心不甘情不願（編曲） - 江志豐 - 痛甲講袂出聲（編曲） - 詹雅雯 - 底片（編曲） - 詹雅雯 - 姨仔（編曲） - 詹雅雯、詹雅云 - 聽歌（編曲） - 詹雅雯 - 貪心（編曲） - 詹雅雯 - 心情歌路（編曲） - 詹雅雯 - 雙手乎你岸（編曲） - 曾心梅 - 白頭髮（編曲） - 曾心梅、林俊吉 - 平凡甲平安（編曲） - 曾心梅 - 愛已經累（編曲） - 蔡秋鳳 - 渡冷月（編曲） - 蔡秋鳳、李明洋 - 幸福的人（編曲） - 蔡秋鳳 - 姑娘水噹噹（編曲） - 唐 儷、吳俊宏 - 彩色的春天（編曲） - 唐 儷、吳俊宏 - 我會愛你（編曲） - 蕭煌奇 - 圍爐（編曲） - 林 姍 - 望天疼惜（編曲） - 林 姍 - 孤單行（編曲） |

2010年（87首）
| - 翁立友 - 望情雨（編曲） - 翁立友 - 愛情的地圖（編曲） - 翁立友 - 感情路（編曲） - 翁立友 - 男性的堅持（編曲） - 翁立友 - 水中夢（編曲） - 王瑞霞 - 苦海（製作） - 王瑞霞 - 靠勢（製作） - 王瑞霞 - 出手無回（製作、編曲） - 王瑞霞 - 醉相思（製作、詞曲、編曲） - 王瑞霞 - 幸福塊招我（製作、作曲、編曲） - 王瑞霞 - 又擱是絕情雨（製作） - 王瑞霞 - 愛你若會這心酸（製作） - 方阡翊、蕭承祥 - 今生只愛你（編曲） - 朱海君 - 感情啊（編曲） - 朱海君 - 用性命買空虛（編曲） - 陳淑萍 - 我是一顆星（編曲） - 陳淑萍 - 夢中的新娘（編曲） - 陳淑萍、張燕清 - 上海之戀（編曲） - 洪榮宏 - 原諒我（編曲） - 洪榮宏 - 苦戀酒（編曲） - 洪榮宏、秀蘭瑪雅 - 你是我最爱的人（編曲） - 洪榮宏 - 堅持到底（編曲） - 李明洋 - 夢中醉（編曲） - 李明洋 - 愛你永遠（編曲） - 李明洋 - 故鄉的阿爸（編曲） - 李明洋 - 紅樓夢（編曲） - 李明洋 - 相思曲（編曲） - 李明洋 - 捶心肝（編曲） - 孫淑媚 - 癡情歌（編曲） - 孫淑媚 - 到時你就知（編曲） - 孫淑媚 - 查某囝仔的美麗（編曲） - 孫淑媚 - 不小心愛著你（編曲） - 孫淑媚 - 為愛來櫸枷（編曲） - 孫淑媚 - 月光（編曲） - 孫淑媚 - 靈魂也孤單（編曲） - 林俊吉、楊 靜 - 一時風一時雨（編曲） - 林俊吉 - 新夜市人生（編曲） - 林俊吉 - 誠心邀請（編曲） - 龍千玉 - 無可能（編曲） - 龍千玉 - 醉無罪（編曲） - 龍千玉 - 半邊月變邊圓（編曲） - 龍千玉 - 心內有話千萬句（編曲） | - 羅時豐 - 不曾說愛你（編曲） - 羅時豐 - 不能沒你（編曲） - 羅時豐 - 痛千年（編曲） - 羅時豐 - 愛你千萬年（編曲） - 羅時豐 - 癡心無解（編曲） - 卓文萱 - 夏雪（編曲） - 小辣椒 - 世界行透透（製作、詞曲、編曲） - 小辣椒 - 望你回頭天也崩（製作、作曲、編曲） - 小辣椒 - 一去不回（製作、詞曲、編曲） - 小辣椒 - 愛無驚（製作、詞曲、編曲） - 小辣椒 - 緊切切（製作、詞曲、編曲） - 張政雄、薛佩潔 - 無魚蝦嘛好（編曲） - 張政雄、薛佩潔 - 三口組（編曲） - 張政雄、薛佩潔 - 惜命命（編曲） - 洪百慧 - 阿爸（編曲） - 洪百慧、莊振凱 - 愛情一場夢（編曲） - 洪百慧 - 愛情的主人（編曲） - 許志豪 - 最愛是妳（編曲） - 蔡小虎 - 望月想你（編曲） - 蔡小虎 - 麻吉的（編曲） - 蔡小虎 - 等久就是你的（編曲） - 蔡小虎 - 癡情註定孤單（編曲） - 蔡小虎 - 酒店人生（編曲） - 張秀卿 - 情弦（編曲） - 張秀卿、龍千玉 - 情人節（編曲） - 張秀卿 - 正妹（編曲） - 張秀卿 - 落葉（編曲） - 張秀卿 - 愛到這個時陣（編曲） - 蕭玉芬 - 毒藥（編曲） - 蕭玉芬、董育君 - 愛情騙子（編曲） - 蕭玉芬、董育君 - 姐妹（編曲） - 葉復台 - 舞棍阿伯（編曲） - 葉復 - 热舞恰恰（编曲） - 莊振凱、戴梅君 - 一生情（編曲） - 莊振凱、洪百慧 - 吃苦情歌（編曲） - 莊振凱 - 心碎的聲（編曲） - 楊 靜 - 憂愁的月光（編曲） - 楊 靜 - 請你要原諒（編曲） - 楊 靜 - 愛著袂凍愛的人（編曲） - 方瑞娥 - 笑情夢（編曲） - 方瑞娥 - 袂凍了解的愛（編曲） - 方瑞娥 - 真愛（編曲） |

2011年（120首）
| - 吳勇濱 - 千里眼（編曲） - 吳勇濱 - 愛情三月天（編曲） - 吳勇濱 - 阿爸的舊皮鞋（編曲） - 蔡秋鳳 - 傷心再會（編曲） - 蔡秋鳳、蔡小虎 - 恩愛（編曲） - 蔡秋鳳 - 江湖（編曲） - 蔡秋鳳 - 問韓信（編曲） - 蔡秋鳳、吳俊宏 - 終點站（編曲） - 蔡秋鳳 - 野玫瑰（編曲） - 蔡秋鳳 - 愛到最後無撇步（編曲） - 詹雅雯 - 山伯英台（編曲） - 詹雅雯 - 欠情歌（編曲） - 詹雅雯 - 片尾曲（編曲） - 詹雅雯 - 人生車班（編曲） - 孫淑媚、霍正奇 - 呒甘（編曲） - 孫淑媚 - 辜負你的愛（編曲） - 孫淑媚 - 落雪的城市（編曲） - 孫淑媚 - 不敢照鏡（編曲） - 孫淑媚 - 解圍（編曲） - 陳隨意 - 拼到底（編曲） - 陳隨意 - 對妳的思念（編曲） - 陳隨意 - 流浪的戀情（編曲） - 林 姍、翁立友 - 愛的堅持（編曲） - 林 姍、羅時豐 - 別讓我哭（編曲） - 林 姍、江志豐 - 男人的淚女人的愛（編曲） - 林 姍 - 等春天（編曲） - 江志豐 - 獨相思（編曲） - 江志豐 - 愛情龍捲風（編曲） - 江志豐 - 愛做伙（編曲） - 江志豐 - 何必（編曲） - 江志豐 - 女人心像海底針（編曲） - 黃思婷 - 雪中花（編曲） - 朱海君 - 留袂著的春天（編曲） - 朱海君 - 愛情銀行（編曲） - 朱海君 - 袂凍做伙（編曲） - 羅時豐 - 親人（編曲） - 羅時豐 - 堅定（編曲） - 羅時豐、林淑容 - 再愛一次（編曲） - 羅時豐、張秀卿 - 大牛愛小馬（編曲） - 羅時豐 - 一生的選擇（編曲） - 羅時豐 - 為愛亮（編曲） - 戴梅君、莊振凱 - 雨的聲風的影（編曲） - 戴梅君 - 一念之差（編曲） - 翁立友 - 夢世間（編曲） - 翁立友 - 緣份天註定（編曲） - 翁立友 - 如果沒有你（編曲） - 王瑞霞 - 酒國一蕊花（編曲） - 王瑞霞 - 傷心痛袂完（編曲） - 王瑞霞 - 一手好牌（製作、編曲） - 王瑞霞 - 相思斷涯（製作、編曲） - 王瑞霞 - 你不是我的對手（製作、編曲） - 王瑞霞 - 一刀兩斷（製作、編曲） - 王瑞霞 - 愛甲變面（製作、編曲） - 李明洋 - 愛啊（編曲） - 李明洋、張蓉蓉 - 日月若相逢（編曲） - 李明洋 - 恩情（編曲） - 李明洋 - 愛你這條路（編曲） - 陳 雷 - 出運（編曲） - 陳 雷、甲子慧 - 重逢酒（編曲） - 陳 雷 - 浪子心（編曲） - 陳 雷、甲子慧 - 約定（編曲） | - 陳 雷 - 何苦再留戀（編曲） - 陳 雷 - 愛的傷痕（編曲） - 陳 雷 - 獨一無二（編曲） - 陳 雷 - 癡情的我（編曲） - 陳 雷 - 心冷（編曲） - 陳 雷 - 母子情淚（編曲） - 曾心梅 - 慢來早離開（編曲） - 曾心梅、林俊吉 - 點仔膠（編曲） - 方怡萍、高向鵬 - 愛互相（編曲） - 方怡萍、高向鵬 - 情難了（編曲） - 方怡萍 - 看破啦（編曲） - 龍千玉 - 卡將喲（編曲） - 龍千玉、袁小迪 - 江山美人（編曲） - 龍千玉、李明洋 - 紅塵淚（編曲） - 龍千玉 - 莫生氣（編曲） - 陳思安、陳良山 - 播音員（編曲） - 陳思安、陳隨意 - 借愛（編曲） - 許富凱、曹雅雯 - 帆（編曲） - 許富凱 - 今夜擱再想你（編曲） - 許富凱 - 愛，見好就收（編曲） - 許富凱 - 住在阮心肝（編曲） - 錢 澄 - 你乎我心碎（編曲） - 錢 澄 - 落雨暝（編曲） - 錢 澄 - 為愛乾杯（編曲） - 錢 澄 - 雨水那落時（編曲） - 錢 澄 - 癡情憨子（編曲） - 錢 澄 - 秋天（編曲） - 董育君 - 決心無愛你（編曲） - 董育君 - 犧牲我的愛（編曲） - 董育君 - 哈哈哈（編曲） - 董育君 - 飛（編曲） - 董育君 - 火車袂等人（編曲） - 董育君 - 撿恨（編曲） - 董育君 - 不應該愛到你（編曲） - 陳淑萍 - 無傷心無算愛（編曲） - 袁小迪、陳思安 - 我是真愛你（編曲） - 袁小迪 - 出外英雄（編曲） - 袁小迪 - 一代梟雄（編曲） - 袁小迪 - 溫暖的冬天（編曲） - 林俊吉 - 千里馬（編曲） - 林俊吉、洪百慧 - 深情海（編曲） - 向蕙玲 - 结束彼一幕（編曲） - 向蕙玲 - 目屎那滴（編曲） - 向蕙玲 - 爱三角情两乱（編曲） - 向蕙玲 - 既然要愛（編曲） - 方瑞娥 - 心驚驚（編曲） - 方瑞娥 - 愛過才知影（編曲） - 洪百慧 - 溫柔名片（編曲） - 洪百慧、徐立鴻 - 油桐花（編曲） - 洪百慧 - 愛當香（編曲） - 洪百慧 - 今生的情債（編曲） - 張秀卿 - 愛人仔恰恰（編曲） - 張秀卿、江志豐 - 親家（編曲） - 張秀卿、許志豪、吳俊宏 - 愛情白酒（編曲） - 張秀卿 - 愛到無退路（編曲） - 張秀卿 - 完美（編曲） - 張蓉蓉 - 情批（編曲） - 張蓉蓉 - 愛情路（編曲） - 張蓉蓉 - 踏無到底（編曲） |

2012年（120首）
| - 蔡小虎 - 簡單情歌（編曲） - 蔡小虎 - 靠你的愛過日子（編曲） - 蔡小虎 - 半條命（編曲） - 蔡小虎 - 情關（編曲） - 蔡小虎 - 美麗人生（編曲） - 蔡小虎 - 我不准我愛你（編曲） - 蔡小虎 - 愛甲恨（編曲） - 蔡小虎 - 斷線（編曲） - 蔡小虎 - 教堂的鐘聲（編曲） - 陳隨意 - 陳董（編曲） - 陳隨意 - 愛過你（編曲） - 蕭玉芬 - 心酸的雨（編曲） - 蕭玉芬 - 寫袂了的批（編曲） - 蕭玉芬 - 跳舞流眼淚（編曲） - 蕭玉芬 - 望天好牽成（編曲） - 蕭玉芬 - 一句話（編曲） - 蕭玉芬 - 按呢就水啦（編曲） - 蕭玉芬 - 我不是你的七逃蜜（編曲） - 蔡秋鳳 - 離別海岸（編曲） - 莊振凱 - 未了情（編曲） - 莊振凱、林俊吉、戴梅君 - 家（編曲） - 莊振凱 - 對不起（編曲） - 翁立友、黃思婷 - 真心真意（編曲） - 翁立友 - 彩色的世界（編曲） - 翁立友 - 感謝有你（編曲） - 翁立友 - 傷心叫你的名（編曲） - 朱海君 - 寄袂出的批信（编曲） - 黃思婷 - 無情只有你（編曲） - 黃思婷、翁立友 - 撒嬌（編曲） - 黃思婷 - 愛多少（編曲） - 孫淑媚 - 桂花（編曲） - 孫淑媚 - 流星雨（編曲） - 孫淑媚 - 斷相思（編曲） - 孫淑媚 - 愛驚醒（編曲） - 孫淑媚 - 靠岸（編曲） - 江志豐 - 祝你一帆風順（編曲） - 江志豐 - 吉他情歌（編曲） - 江志豐 - 你甘會知影（編曲） - 江志豐 - 愛你的意義（編曲） - 方怡萍、高向鵬 - 初逢（編曲） - 方怡萍、高向鵬 - 醒來吧我的愛（編曲） - 方怡萍 - 癡情換無情（編曲） - 方怡萍 - 別人的香水味（編曲） - 林 姍 - 雨啊雨（編曲） - 林 姍 - 阿蘭娜（編曲） - 戴梅君 - 三更暝半（編曲） - 戴梅君 - 花之戀（編曲） - 戴梅君 - 夜孤單（編曲） - 袁小迪 - 愛到幸福站（編曲） - 袁小迪 - 朋友保重（編曲） - 張瀛仁 - 新娘夢（編曲） - 張瀛仁、鄭君威 - 感情也綿綿（編曲） - 張瀛仁、阿 錡 - 疼惜你到老（編曲） - 蔡義德 - 認真一定紅（編曲） - 秀蘭瑪雅 - 第三月台（編曲） - 李明洋 - 月圓天青青（編曲） - 陳思安 - 愈饮心愈凝（編曲） - 陳 中 - 送你去嫁別人（編曲） - 陳 中 - 反背（編曲） - 陳 中、王瑞霞 - 無準算（製作、作曲、編曲） | - 張蓉蓉 - 戀戀那卡西（編曲） - 張蓉蓉 - 情人夢（編曲） - 張蓉蓉 - 歡喜才通醉（編曲） - 張蓉蓉 - 鬥陣的（編曲） - 張蓉蓉 - 冷心肝（編曲） - 張蓉蓉 - 多情被人欺（編曲） - 蔡佳麟 - 為愛車拼（編曲） - 蔡佳麟 - 麻吉兄弟（編曲） - 蔡佳麟 - 偏偏（編曲） - 王瑞霞 - 怎樣擱愛你（製作、作曲、編曲） - 王瑞霞 - 違背良心（製作、編曲） - 王瑞霞 - 回頭無勇氣（製作、編曲） - 王瑞霞 - 請你跟卡偎（製作、作曲、編曲） - 王瑞霞 - 是我不對（製作、作曲、編曲） - 王瑞霞 - 掛名的愛（製作、作曲、編曲） - 王瑞霞、鄭君威 - 大膽小心（製作、作曲、編曲） - 王瑞霞 - 傷心的門口（製作、作曲、編曲） - 王瑞霞 - 牽手到永遠（製作、作曲、編曲） - 羅時豐 - 細妹請問你（編曲） - 羅時豐 - 石頭也會軟心肝（編曲） - 羅時豐 - 暗叫你的名（編曲） - 羅時豐 - 無情緊離開（編曲） - 羅時豐、林淑容 - 陪伴你到老（編曲） - 羅時豐、龍千玉 - 沒你的歌，沒你的我（編曲） - 羅時豐、張秀卿 - 幸福歌聲（編曲） - 羅時豐、陳思安 - 今生緣（編曲） - 詹雅雯 - 感情！我講會到做會到（編曲） - 詹雅雯 - 墓仔埔也敢來（編曲） - 詹雅雯 - 傷痕累累（編曲） - 陳淑萍 - 愛情支票（編曲） - 陳淑萍、徐立鴻 - 蜻蜓（編曲） - 陳淑萍 - 瓊花（編曲） - 陳淑萍 - 愛相隨（編曲） - 許志豪 - 癡心月娘情（編曲） - 許志豪 - 你的背影（編曲） - 許富凱 - 愛情啤酒（編曲） - 許富凱 - 人生如鏡（編曲） - 許富凱 - 野火（編曲） - 陳 雷 - 慶團圓（編曲） - 陳 雷 - 媽媽的皺紋（編曲） - 陳 雷、甲子慧 - 愛情的探戈（編曲） - 陳 雷 - 依依難捨（編曲） - 陳 雷 - 有你人生才美麗（編曲） - 陳 雷 - 為你暗相思（編曲） - 陳 雷 - 勇敢（編曲） - 陳 雷 - 一生的最愛（編曲） - 陳 雷 - 愛你賭生命（編曲） - 陳 雷 - 烧酒斟乎掷（編曲） - 誓 言 - 原來（編曲） - 龍千玉 - 放你去自由飛（編曲） - 龍千玉 - 舞台人生（編曲） - 龍千玉 - 夢中女（編曲） - 張秀卿 - 蘋果櫻桃（編曲） - 張秀卿 - 失戀來跳探戈（編曲） - 張秀卿、許志豪 - 你是我的人（編曲） - 董育君 - 尪仔某面（編曲） - 董育君 - 麦搁来乱（編曲） - 董育君 - 寄袂出去的批（編曲） - 林俊吉、戴梅君 - 甲天借時間（編曲） - 張政雄、薛佩潔 - 面對面（編曲） |

2013年（93首）
| - 吴俊宏 - 三吋心（编曲） - 蔡秋鳳 - 醉李白（編曲） - 蔡秋鳳 - 新黯淡的月（編曲） - 林 姍 - 愛情虎頭蜂（編曲） - 翁立友 - 這杯飲落去（編曲） - 孫淑媚 - 太陽（編曲） - 孫淑媚 - 愛無公平（編曲） - 郭婷筠 - 甭為別人塊活（編曲） - 郭婷筠 - 香水胭脂印（編曲） - 楊 靜、江志豐 - 伴相思（編曲） - 楊 靜、袁小迪 - 無人祝福的愛情（編曲） - 楊 靜 - 為你夢（編曲） - 楊 靜 - 我的天（編曲） - 楊 靜 - 一個人的日子（編曲） - 李明洋 - 無緣戀歌（編曲） - 李明洋 - 解藥（編曲） - 李明洋 - 永遠永遠（編曲） - 李明洋 - 返來我的愛（編曲） - 朱海君 - 愛錢愛情（編曲） - 朱海君 - 愛的鎖匙（編曲） - 洪百慧、蘇振華 - 逗陣唸歌（編曲） - 洪百慧 - 女兒心（編曲） - 黃思婷 - 別問愛情（編曲） - 黃思婷 - 愛滿滿（編曲） - 黃思婷 - 想你的深夜（編曲） - 蔡義德 - 恩情似海（編曲） - 蔡義德 - 厝的人（編曲） - 江志豐、楊 靜 - 你是我的命（編曲） - 江志豐 - 想要為你唱一首歌（編曲） - 江志豐 - 緣份半邊缺（編曲） - 江志豐 - Sora（莎菈）（編曲） - 江志豐 - 留學（編曲） - 陳隨意 - 孟婆湯（編曲） - 陳隨意 - 酒醉固定人（編曲） - 陳隨意 - 兄弟情（編曲） - 莊振凱 - 將你留（編曲） - 莊振凱 - 我甲天借膽（編曲） - 莊振凱 - 無名英雄（編曲） - 莊振凱 - 是我甲你寵（編曲） - 方怡萍 - 夢袂醒（編曲） - 方怡萍 - 心糟糟（編曲） - 蔡小虎 - 情深似海（編曲） - 蔡小虎 - 人生旅途（編曲） - 蔡小虎 - 約在淡水（編曲） - 許富凱、曹雅雯 - 最後尾班車（編曲） - 許富凱 - 癡心等待你（編曲） - 許富凱 - 來生緣（編曲） | - 袁小迪、龍千玉 - 胭脂淚（編曲） - 袁小迪 - 不怕苦（編曲） - 袁小迪 - 癡心阮一人（編曲） - 謝宜君 - 夢月圓（編曲） - 謝宜君、陳隨意 - 今生我的愛（編曲） - 戴梅君 - 牽教（編曲） - 戴梅君、林俊吉 - 洞房（編曲） - 戴梅君 - 血脈（編曲） - 黃乙玲 - 惦惦（製作） - 黃乙玲 - 惦在你身邊（製作、編曲） - 黃乙玲 - 盼（編曲） - 黃乙玲 - 花啊花（編曲） - 黃乙玲 - 世間的美麗（編曲） - 黃乙玲、曾心梅 - 有願（製作、編曲） - 黃乙玲 - 不驚等歸年（製作、編曲） - 黃乙玲、鳳 娘 - 相信愛（製作、編曲） - 陳怡婷 - 雨中跳舞（編曲） - 林慧省、陳慶仁 - 珍惜（編曲） - 林慧省 - 情一字（編曲） - 林慧省 - 情歌（編曲） - 林慧省 - 饒赦相思（編曲） - 林慧省 - 誰知女人心（編曲） - 張蓉蓉 - 純情（編曲） - 張蓉蓉 - 鐵打的（編曲） - 陳 雷 - 感恩的歌聲（編曲） - 陳 雷 - 掌聲（編曲） - 陳 雷 - 尚介帥（編曲） - 陳 雷 - 阿魯娜（編曲） - 陳 雷、甲子慧 - 雙雙對對（編曲） - 陳 雷、甲子慧 - 月夜情歌（編曲） - 陳 雷 - 旗津小姑娘（編曲） - 陳 雷 - 感恩的歌聲（演奏版）（編曲） - 桃園市歌手 - 桃園人台灣心（編曲） - 桃園市歌手 - 謝平安（編曲） - 桃園市歌手 - 健康才是寶（編曲） - 蘇振華、洪百慧 - 作伴（編曲） - 王瑞霞 - 重要（製作、作曲、編曲） - 王瑞霞 - 千年的思念（製作） - 王瑞霞 - 勇敢隨風（製作、編曲） - 王瑞霞 - 今夜我欲去你遐（製作、作曲） - 王瑞霞 - 真心無人欲（製作） - 王瑞霞、尤景仰 - 酒館之戀（製作、作曲、編曲） - 王瑞霞 - 美國時間（製作、作曲） - 王瑞霞 - 雨中的探戈（製作、作曲、編曲） - 王瑞霞 - 今夜欲離別（製作、編曲） - 王瑞霞 - 大雨（製作） |

2014年（54首）
| - 侯皓中 - 忘穿秋褲（編曲） - 唐 儷 - 感情倒頭栽（編曲） - 楊 哲 - 空虛的迴聲（編曲） - 孫淑媚 - 你敢不敢（編曲） - 孫淑媚 - 傷心機場（編曲） - 張燕清 - 神仙人（編曲） - 張燕清 - 一生的堅持（編曲） - 張燕清、洪百慧 - 今生的約定（編曲） - 張燕清 - 今生的夢（編曲） - 張燕清、戴梅君 - 牽無你的手（編曲） - 張燕清 - 冷血（編曲） - 張燕清、高春霞 - 愛的滋味（編曲） - 張燕清 - 無人愛（編曲） - 張燕清 - 憨憨（編曲） - 張燕清 - 幸福的筆跡（編曲） - 董育君、鄔兆邦 - 大船離港（編曲） - 董育君 - 逍遙（編曲） - 董育君 - 你甘有愛過我（編曲） - 董育君 - 新歌（編曲） - 董育君 - 下雨天（編曲） - 董育君、簡辰凌 - 查某人的心事（編曲） - 董育君 - 千年愛一回（編曲） - 林國慶 - 孤單（編曲） - 林國慶、董育君 - 請你相信我的愛（編曲） - 林國慶 - 酒是知己菸是伴（編曲） - 林國慶 - 愛情的酒已經退（編曲） - 林國慶 - 懺悔（編曲） - 林國慶 - 飄浪的日子（編曲） - 林國慶 - 阿母的鹹魚（編曲） - 林國慶 - 傷心的你（編曲） - 林國慶 - 驕傲的性命（編曲） - 林國慶 - 唯吾獨尊（編曲） | - 陳 雷 - 貼身保鏢（編曲） - 陳 雷 - 有你就好（編曲） - 陳 雷 - 愛你千百歲（編曲） - 黃 妃 - 天堂（編曲） - 黃 妃 - 水水水（編曲） - 蕭玉芬 - 幸福的勇氣（編曲） - 蕭玉芬 - 我袂擱愛你（編曲） - 蕭玉芬 - 天光（編曲） - 蕭玉芬 - 來來來（編曲） - 蕭玉芬 - 海岸（編曲） - 蕭玉芬 - 望月（編曲） - 蕭玉芬 - 亂世間（編曲） - 蕭玉芬 - 真愛找麻煩（編曲） - 蕭玉芬 - 再一次擁有（編曲） - 蕭玉芬 - 宣戰（編曲） - 林俊吉 - 腳步聲（編曲） - 林俊吉 - 歹勢（編曲） - 許富凱 - 一寸真心（編曲） - 曾心梅 - 曾經（編曲） - 曾心梅 - 你的出現（編曲） - 陳慶良 - 金門山（編曲） - 陳慶良 - 台灣山（編曲） - 洪百慧 - 白蛇傳說（編曲） - 洪百慧 - 無緣的戀夢（編曲） - 洪百慧 - 人生茶（編曲） - 洪百慧 - 點滴在心頭（編曲） - 洪百慧 - 愛朊的歌（編曲） - 李明洋 - 阿爸（編曲） - 李明洋、一 綾 - 有你尚水（編曲） - 李明洋 - 紅線（編曲） - 李明洋 - 彼暝殘夢（編曲） - 李明洋 - 夢中河（編曲） |

2015年（50首）
| - 孫淑媚 - 媽媽（編曲） - 孫淑媚 - 一個人的沙發（編曲） - 江志豐 - 簡單的情歌（編曲） - 江志豐 - 放袂落（編曲） - 江志豐 - 賣悲傷（編曲） - 向蕙玲 - 絕情風（編曲） - 向蕙玲 - 愛兩難（編曲） - 翁立友 - 沙崙之戀（編曲） - 翁立友 - 天啊（編曲） - 翁立友 - 用心作陣行（編曲） - 莊振凱 - 八字命（編曲） - 莊振凱 - 三分癡七分迷（編曲） - 唐 儷 - 尚幸福（編曲） - 戴梅君 - 毋通講你愛我（編曲） - 陳隨意 - 今朝有酒今朝醉（編曲） - 陳隨意 - 兄弟啊（編曲） - 沈建豪 - 天一劃（編曲） - 朱海君 - 心痛看祙到（編曲） - 朱海君 - 無緣的情字（編曲） - 楊 哲 - 是阮（編曲） - 楊 哲 - 好前程（編曲） - 楊 哲 - 行船歌（編曲） - 謝宜君 - 啊！今夜（編曲） - 蔡小虎 - 愛已經麻痺（編曲） - 蔡小虎、董育君 - 唯一的愛（編曲） | - 蔡小虎 - 父母的心（編曲） - 蔡小虎 - 夢癡（編曲） - 蔡小虎 - 感謝妳（編曲） - 黃思婷 - 雪花飄（編曲） - 黃思婷、吳俊宏 - 不老的愛（編曲） - 黃思婷 - 感念（編曲） - 黃思婷 - Do Re Mi Fa So（編曲） - 黃思婷 - 無怨和無悔（編曲） - 陳思安 - 遊台灣（編曲） - 陳思安 - 因為我愛你（編曲） - 陳思安 - 為你等待（編曲） - 陳 雷 - 懷念你媽媽（編曲） - 陳 雷 - 上美的一首歌（編曲） - 陳 雷、甲子慧 - 愛的情火（編曲） - 陳 雷 - 大家來跳舞（編曲） - 陳 雷 - 好功夫（編曲） - 陳 雷、甲子慧 - 等待（編曲） - 陳 雷 - 愛情的苦酒（編曲） - 陳 雷 - 悲傷的雨水（編曲） - 龍千玉 - 感謝你（編曲） - 謝金晶 - 我的爸爸（編曲） - 謝金晶 - 嘟嘟好（編曲） - 謝金晶 - 永遠只愛你（編曲） - 楊 靜 - 紅塵啊紅塵（編曲） - 楊 靜 - 成全（編曲） |

2016年（40首）
| - 陳淑萍 - 相思話（編曲） - 陳淑萍 - 癡情不願醒（編曲） - 蔡麗津、李明洋 - 海角天涯淚（編曲） - 蘇宥蓉 - 斷情淚（編曲） - 蘇宥蓉 - 窗外春風（編曲） - 蘇宥蓉 - 熱戀的探戈（編曲） - 唐 儷 - 鴛鴦情（编曲） - 唐 儷 - 癡情憨夢（編曲） - 談詩玲 - 為你憂．為你愁（編曲） - 談詩玲 - 夢伊想伊（編曲） - 談詩玲 - 圓夢（編曲） - 翁立友 - 有情天（編曲） - 翁立友 - 思念雨（編曲） - 林良歡 - 露水情緣（編曲） - 林良歡 - 紅酒的眼淚（編曲） - 朱海君 - 一朵花（编曲） - 朱海君 - 夢醒心碎（編曲） - 莊振凱 - 純情的男兒（編曲） - 詹雅雯 - 何年何月再相逢（MIDI） - 詹雅雯 - 魂是英雄錢是膽（MIDI） | - 詹雅雯、詹雅云 - 跨海大橋（MIDI） - 詹雅雯 - 酸酸（MIDI） - 詹雅雯 - 變面（MIDI） - 詹雅雯 - 舊曆十五（MIDI） - 詹雅雯 - 施阿藝（MIDI） - 楊 哲 - 溫泉鄉的情歌（編曲） - 楊 哲 - 燒酒乾一杯（編曲） - 謝宜君 - 猶原底等你（編曲） - 謝宜君 - 想你想甲心糟糟（編曲） - 陳隨意 - 鹿港思帶路（編曲） - 陳隨意 - 思鄉（編曲） - 陳思安 - 愛情小路（編曲） - 袁小迪 - 不敢想起的你（編曲） - 袁小迪 - 為愛走闖（編曲） - 莊育典 - 英雄心（編曲） - 林 姍 - 本份（編曲） - 林 姍 - 相片（編曲） - 李明洋 - 故鄉的期待（編曲） - 李明洋 - 快樂的吉魯巴（編曲） - 李明洋 - 幸福專車（編曲） |

2017年（41首）
| - 謝金晶、翁立友 - 為你貼心肝（編曲） - 謝金晶 - 心願（編曲） - 謝金晶 - 送我玫瑰花（編曲） - 謝金晶 - 愛到最後（編曲） - 謝金晶 - 我又想你了（編曲） - 謝金晶 - 幸福的代誌（編曲） - 唐 儷 - 飲千杯（編曲） - 唐 儷 - 欠阮的情債（編曲） - 唐 儷 - 孤單淚（編曲） - 唐 儷 - 感情傘（編曲） - 蔡麗津、王中平 - 月圓情（編曲） - 向蕙玲 - 為愛走千里（編曲） - 向蕙玲 - 傷心的我（編曲） - 楊欣樺 - 難忘的過去（編曲） - 阿吉仔 - 甘願受（編曲） - 阿吉仔 - 堅強的鬥志（編曲） - 阿吉仔、吳儀君 - 尪某情（編曲） - 阿吉仔 - 憨子（編曲） - 吳俊宏 - 來去卡拉OK（編曲） - 吳俊宏 - 愛是三分迷七分癡（編曲） | - 陳隨意 - 春風有情（編曲） - 陳隨意 - 惦惦離開（編曲） - 陳隨意 - 愛不對時（編曲） - 楊 哲 - 淡水舊情（編曲） - 楊 哲 - 男兒情淚（編曲） - 王中平、一 綾 - 真心真愛（編曲） - 謝宜君 - 醉人生（編曲） - 谢宜君 - 承認（編曲） - 李素專、李明洋 - 愛像一把火（編曲） - 談詩玲 - 破碎心嘛無人管（編曲） - 談詩玲 - 有外愛（編曲） - 邱芸子、李明洋 - 茶酒戀（編曲） - 陳思安 - 癡情無路用（編曲） - 陳思安 - 寂寞的酒（編曲） - 一 綾、張岳鵬 - 我欲跟你行（編曲） - 孫淑媚、劉伯利 - 牡丹花開（編曲） - 孫淑媚、阿杜 - 無卡紙（編曲） - 孫淑媚 - 美麗人生（編曲） - 孫淑媚 - 花聽話（編曲） - 孫淑媚 - 癡情腳步聲（編曲） - 孫淑媚 - 當初（編曲） |

2018年（10首）
| |  |
| - 喬 幼 - 後山癡情花（編曲） - 喬 幼 - 才知我的痛（编曲） - 陳淑萍 - 愛有多深（編曲） - 陳淑萍 - 小橋流水（編曲） - 陳淑萍 - 愛恨相隨（編曲） - 唐 儷 - 快樂夜海岸（編曲） - 楊 哲 - 問酒（编曲） - 朱海君 - 孤雁望双飞（编曲） - 邬兆邦 - 不需要勉强（编曲） - 莊振凱 - 三步淚（編曲） |  |

2019年（11首）
| |  |
| - 李明洋 - 這首歌（編曲） - 李明洋 - 相思的雨水（編曲） - 袁小迪 - 浪子淚（編曲） - 陳百潭 - 看大海（編曲） - 陳百潭 - 一生愛你（編曲） - 陳 雷、甲子慧 - 愛你今生今世（編曲） - 陳 雷 - 阿雷純情曲（編曲） - 陳 雷 - 燒酒香（編曲） - 阿吉仔 - 離鄉（編曲） - 阿吉仔 - 幸福安農溪（編曲） - 阿吉仔 - 袂吃袂睏（編曲） |  |

2020年（7首）
| |  |
| - 李明洋 - 若有一天（編曲） - 李明洋 - 眼淚哭乎乾（編曲） - 李明洋 - 放下（編曲） - 張瀚元 - 相思扣（製作、編曲） - 邱賢桂 - 最愛你（編曲） - 蘇宥蓉 - 情歌唱袂煞（編曲） - 周佳宏、文傑 - 關聖帝君曲（編曲） |  |

2021年（12首）
| |  |
| - 李明洋 - 好命噹噹（編曲） - 李明洋 - 美某（編曲） - 陳 雷 - 幹杯啦（編曲） - 陳 雷 - 傷心的月台（編曲） - 劉家榮、台一線 - 亂世英雄（編曲） - 劉家榮 - 不對的時間遇到妳（編曲） - 劉家榮 - 不知清醒（編曲） - 劉家榮 - 量早（編曲） - 劉家榮 - 離開你（編曲） - 鄭喬安 - 沙郎嘿悠（編曲） - 鄭喬安 - 傷傷傷（編曲） - 鄭喬安、郭之儀 - 頭髮試火（編曲） |  |

2022年（4首）
| |  |
| - 江志豐 - 親愛的老爸（編曲） - 江志豐 - 你無置阮身邊（編曲） - 劉智揚 - To Be Or Not To Be（製作、編曲） - 趙紫驊 - My Lover（製作、編曲） |  |

2023年（2首）
|                                                       |  |
| - 李明洋 - 上好命（編曲） - 李明洋 - 談情說愛（編曲） |  |

2024年（6首）
| |  |
| - 張語嫣 - 為了看你一眼（製作、編曲） - 陳 雷、甲子慧 - 粘相偎（編曲） - 陳 雷 - 山盟伴海誓（編曲） - 陳 雷 - 一領鴛鴦被（編曲） - 陳 雷 - 鬥陣的（編曲） - 陳 雷 - 癡情只為你（編曲） - 未知年份：《霹雳英雄大团圆》 - 1992年：《新白娘子傳奇》、《青春河邊草》、《一代皇后大玉儿》 - 1993年：《戲夢人生》 - 1995年：《北管驚奇》 - 1996年：《一簾幽夢》 - 2001年：《情深深雨濛濛》 - 2007年：《鬥牛，要不要》 - 2009年：《爱就宅一起》 - 2012年：《雨夜花》 - 2013年：《世界第一麥方》 - 2014年：《阿母》 - 2017年：《牡丹花開》 - FACEBOOK粉絲專頁-尤景仰粉絲專業 1. |  |